# أوقديم
أوقديم هو أحد قصور بلدية أدرار بدائرة أدرار التابعة لولاية أدرار بالجنوب الغربي الجزائري.

## أصل التسمية
أوقديم: قيل أن معناها بالزناتية الحشيش اليابس، وقيل من اللهجة المحلية وهي مقسمة إلى جزئين أو: بمعنى ها هو و قديم. أي هاهو القديم.

## التاريخ
- تأسس قصر أوقديم انطلاقا من أدغا عام 1793 م (1208/1207 هـ).[3]

## السكان
يسكن هذا القصر الأشراف ويتبعون الطريقتين القادرية والطيبية.

## النشاط الفلاحي
يعمل أغلب سكان قصر أوقديم في الفلاحة التي يغلب عليها غرس النخيل ويستعمل السكان تقنية الفقارة لتوفير المياه للسقي، نجد بأوقديم فقارة واحدة هي:

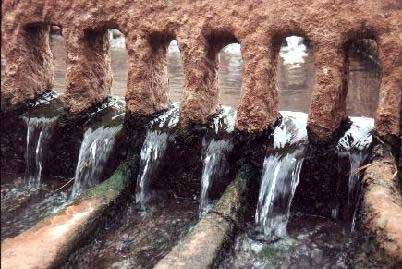
قصري لتقسيم ماء الفقارة

| إسم الفقارة    | عدد الآبار |
| -------------- | ---------- |
| أوقديم (ساهلة) | 366        |

## الأعلام
- مولاي حسان بن مولاي المهدي: وهو قائد قصر أوقديم نهاية القرن التاسع عشر وهو سليل عائلة الأشراف الذين اسسوا هذا القصر، إلتجأ مؤقتاً إلى البيض في سبتمبر 1891 م بذريعة الهروب من اضطهاد قائد الإقليم باحسون ولعرض خدماته.[2]
- مولاي التهامي غيتاوي: وهو مؤسس زاوية أوقديم (توفي مارس 2015)[4]